# Heike Groos
Heike Groos (* 3. August 1960 in Gießen; † 11. Dezember 2017) war eine deutsche Medizinerin, die unter anderem ihre Erlebnisse als Oberstabsarzt der Bundeswehr bei Einsätzen in Afghanistan als Buchautorin verarbeitete.

## Leben
Nach dem Medizinstudium trat Heike Groos ihre erste Stelle als Assistenzärztin für Anästhesie im Bundeswehrkrankenhaus in ihrer Heimatstadt an. Da das Bundeswehrkrankenhaus in den dortigen zivilen Rettungsdienst integriert war, wurde sie für diesen ausgebildet. Groos verpflichtete sich als Soldatin auf Zeit für vier Jahre. Sie fuhr als Notärztin für die Bundeswehr, später dann für das Deutsche Rote Kreuz, die Johanniter-Unfall-Hilfe, den Malteser Hilfsdienst, den Arbeiter-Samariter-Bund, war Notärztin bei Motocross- und Kickbox-Veranstaltungen und versah ihren Dienst auf Rettungsflügen mit Hubschraubern, Learjets sowie Kranken-Rückholtransporten für die Lufthansa. Nach ihrem Ausscheiden aus dem militärischen Dienst arbeitete sie als selbständige Notärztin und Allgemeinmedizinerin.
Nach Beginn des Afghanistan-Einsatzes der Bundeswehr im Jahr 2001 wurde sie 2003 erneut von der Bundeswehr rekrutiert und verbrachte in vier Einsätzen insgesamt zwei Jahre in Afghanistan, zuletzt mit dem Dienstgrad eines Oberstabsarztes d.R.
Groos war als Angehörige der ISAF-Truppen in Kabul, Feyzabad und Kunduz stationiert. Sie wanderte nach dem Ausscheiden aus dem Militärdienst mit drei ihrer fünf Kinder nach Neuseeland aus, wo sie eine Anstellung als Ärztin fand.

## Verarbeitung der Afghanistan-Einsätze
Groos befand sich seit zwei Wochen in ihrem ersten Einsatz in Afghanistan, als am 7. Juni 2003 ein afghanischer Selbstmordattentäter einen Bundeswehrbus in die Luft sprengte. Der Bus hatte sich, vollbesetzt mit deutschen Soldaten, in der Jalalabad Road in Kabul, auf dem Weg zwischen dem Stützpunkt Camp Warehouse und dem Flughafen, befunden. Am Abend zuvor hatte Groos mit ihren Kameraden, die nach Deutschland zurückfliegen wollten, noch deren Abschied gefeiert. Vier von ihnen starben, darunter der Oberfeldwebel Carsten Kühlmorgen, 31 weitere wurden teilweise schwer verletzt. Dabei handelte es sich um den mit Abstand schwersten Zwischenfall der Bundeswehr in Afghanistan des Jahres, der zugleich als erster tödlicher Angriff auf deutsche Soldaten seit Ende des Zweiten Weltkriegs gilt. Die getöteten Soldaten gehören dadurch zu den ersten Deutschen, die bei einem Anschlag in diesem Land starben. Heike Groos leitete den Rettungseinsatz.
Während der weiteren sechs Monate ihres Dienstes in Afghanistan lehnte sie die angebotene psychologische Hilfe ab. Das letzte Mal war Groos im Jahr 2007 als Oberstabsarzt in Afghanistan eingesetzt.
Als Folge der insgesamt vier Einsätze erkrankte sie in Neuseeland an einer Posttraumatischen Belastungsstörung mit schweren Depressionen. Im Jahr 2009 begann sie, das Erlebte in einem Buch niederzuschreiben und wollte damit, neben der Verarbeitung der eigenen Erlebnisse, auch über die „Schrecken und die Leiden der deutschen Soldaten in Afghanistan“ sprechen. Sie verlangte außerdem in ihrem Buch Ein schöner Tag zum Sterben von den Politikern sowie der Öffentlichkeit „einen Dialog mit den Soldaten und mehr Wertschätzung für deren Arbeit in Einsätzen“. Im Klappentext des Buches wird sie zitiert: „Ich habe vergessen zu weinen, dort in diesen gewaltigen Bergen des Hindukusch. Und dann habe ich vergessen, wie man weint.“
Mit Das ist auch Euer Krieg – Deutsche Soldaten berichten von ihren Einsätzen folgte ihre zweite Veröffentlichung. Das Vorwort zum Buch ist von Roger Willemsen. Es beinhaltet ihre eigenen Kriegserlebnisse sowie die Berichte von Soldaten und deren Angehörigen. Groos selbst sagte zu diesem Buch, dass es Tabus breche und die Soldaten darin offen über ihre eigenen Gefühle sprächen. Die Veröffentlichung wurde, wie ihr erstes Buch, zu einem Bestseller und wird heute unter anderem bei der Bundeswehr als Ausbildungsschrift für Psychologen, Pfarrer und Ärzte verwendet.
Es folgten weitere Buchveröffentlichungen. In Du musst die Menschen lieben widmete sie sich dem Thema einer voll berufstätigen Mutter und Ärztin. Ich schreib dir, wenn ich tot bin erzählt die Geschichte ihrer besten Freundin, die an Krebs starb. In dem Roman Morgen fangen wieder hundert neue Tage an verarbeitet sie noch einmal in einer fiktiven Erzählung ihre Kriegserlebnisse als Soldatin.

## Publikationen
- Ein schöner Tag zum Sterben. Krüger, Frankfurt a. M. 2009, ISBN 978-3-8105-0877-5; Fischer Taschenbuchverlag, 2011, ISBN 978-3-596-18502-3.
- Das ist auch Euer Krieg. Deutsche Soldaten berichten von ihren Einsätzen. Fischer Taschenbuch-Verlag, Frankfurt a. M. 2011, ISBN 978-3-596-18892-5.
- Du musst die Menschen lieben: Als Ärztin im Rettungswagen, auf der Intensivstation und im Krieg. Krüger-Verlag, 2011, ISBN 978-3-8105-0924-6.
- Morgen fangen wieder hundert neue Tage an.  CreateSpace Independent Publishing Platform, 2013, ISBN 1-4923-4500-8.
- Ich schreib Dir, wenn ich tot bin – oder: die Frauen-WG. CreateSpace Independent Publishing Platform, 2013, ISBN 1-4923-7667-1.